# Cydrela
Genre
Synonymes
- Cydippe Pickard-Cambridge 1871 nec Eschscholtz, 1829

Cydrela est un genre d'araignées aranéomorphes de la famille des Zodariidae.

## Distribution
Les espèces de ce genre se rencontrent en Afrique subsaharienne et en Asie.

## Liste des espèces
Selon World Spider Catalog (version 24, 26/07/2023) :
- Cydrela albopilosa Simon & Fage, 1922
- Cydrela decidua Dankittipakul & Jocqué, 2006
- Cydrela friedlanderae Hewitt, 1914
- Cydrela insularis (Pocock, 1899)
- Cydrela kenti Lessert, 1933
- Cydrela likui Lin & Li, 2023
- Cydrela linzhiensis (Hu, 2001)
- Cydrela nasuta Lessert, 1936
- Cydrela otavensis Lawrence, 1928
- Cydrela pristina Dankittipakul & Jocqué, 2006
- Cydrela schoemanae Jocqué, 1991
- Cydrela spinifrons Hewitt, 1915
- Cydrela spinimana Pocock, 1898
- Cydrela stigmatica (Simon, 1876)
- Cydrela unguiculata (O. Pickard-Cambridge, 1871)

## Systématique et taxinomie
Cydippe Pickard-Cambridge 1871, préoccupé par Cydippe Eschscholtz, 1829, a été remplacé par Cydrela par Thorell en 1873.

## Publication originale
- Thorell, 1873 : Remarks on synonyms of European spiders. Part IV. C. J. Lundström, Uppsala, p. 375-645 (texte intégral).
- O. Pickard-Cambridge, 1871 : « On some new genera and species of Araneida. » Proceedings of the Zoological Society of London, vol. 1870, p. 728-747 (texte intégral).